# اسپارتان اگزکیوتیو
اسپارتان اگزکیوتیو (به انگلیسی: Spartan_Executive) یک هواگرد ملخ‌پیشین تک‌موتوره از نوع ترابری شخصی ساخت شرکت اسپارتان است. هواگرد اسپارتان اگزکیوتیو نخستین پروازش را در مارس 8, 1936 میلادی انجام داد. این هواگرد در سال ۱۹۳۶ میلادی رسماً معرفی گردید و در سال‌های ۱۹۳۶–۱۹۴۰ تولید شده‌است. در مجموع، تعداد ۳۴ فروند از این هواگرد ساخته شده‌است.